# Cap-Vert aux Jeux paralympiques d'été de 2020
Le Cap-Vert participe aux Jeux paralympiques d'été de 2020 à Tokyo, au Japon, du 24 août au 5 septembre 2021.
La délégation est composée de deux parathlètes, le lanceur de javelot Marilson Semedo Fernandes, amputé au-dessus du genou droit, et la sprinteuse mal-voyante Keula Nidreia Semedo Pereira. Cette dernière a marqué ces jeux paralympique lorsque son guide l'a demandé en mariage sur la piste à l'issue de sa dernière course.

## Athlétisme
Concours hommes
| Athlète                   | Événement             | Final    | Final |
| Athlète                   | Événement             | Résultat | Rang  |
| ------------------------- | --------------------- | -------- | ----- |
| Marilson Fernandes Semedo | Lancer du javelot F57 | 33,07 m  | 10e   |

Piste femmes
| Athlète                                                         | Événement      | Série    | Série | Demi-finale | Demi-finale | Finale   | Finale   |
| Athlète                                                         | Événement      | Résultat | Rang  | Résultat    | Rang        | Résultat | Rang     |
| --------------------------------------------------------------- | -------------- | -------- | ----- | ----------- | ----------- | -------- | -------- |
| Keula Nidreia Pereira Semed guide : Manuel Antonio Vaz da Veiga | 100 mètres T11 | 15 s 53  | 4e    | Non disputé | Non disputé | Éliminée | Éliminée |
| Keula Nidreia Pereira Semed guide : Manuel Antonio Vaz da Veiga | 200 mètres T11 | 33 s 04  | 4e    | Éliminée    | Éliminée    | Éliminée | Éliminée |

## Voir également
- Cap-Vert aux Jeux paralympiques
- Cap-Vert aux Jeux olympiques d'été de 2020